# Наталія Родрігес
Наталія Родрігес Арройо (ісп. Natalia Rodríguez Arroyo; нар. 7 травня 1992, Мадрид, Іспанія) —  іспанська кіноакторка. Відома роллю Наталії Фабрегас у телесеріалі «Відкрите море».

## Біографія
Народилася 7 травня 1992 року в Мадриді. Навчалася в драматичному центрі «Лас-Росас». Вона проводила дослідження драматичної структури з Ракель Перес, а також акторські майстер-класи з Карлою Хул.
У 2019 році зіграла головну роль Наталії Фабрегас в іспаномовному телесеріалі виробництва Netflix та Bambú Producciones - «Відкрите море».

## Вибрана фільмографія

### Телесеріали
| Series de televisión | Series de televisión | Series de televisión | Series de televisión       | Series de televisión |
| Рік                  | Українська назва     | Оригінальна назва    | Роль                       | Примітки             |
| -------------------- | -------------------- | -------------------- | -------------------------- | -------------------- |
| 2009                 | Акваріум Єви         | La pecera de Eva     | Бланка                     | 6 серій              |
| 2010                 | Пакт                 | El pacto             | Керол                      | 2 серії              |
| 2012                 | Захищені             | Los protegidos       | Мішель                     | 13 серій             |
| 2013                 | Буря                 | Tormenta             | Мія                        | міні-серіал; 2 серії |
| 2014                 | Той, що приходить    | La que se avecina    | Чіка                       |                      |
| 2014                 | Ізабелла             | Isabel               | Каталіна де Арагон         | 4 серії              |
| 2015-2017            | Любов назавжди       | Amar es para siempre | Леонор Гомес Санабрія      | 260 серій            |
| 2015-2018            | Мені хотілося б      | Yo quisiera          | Марія                      | 88 серій             |
| 2017-2018            | Зрада                | Traición             | Клаудія Фуентес дель Ріего | 9 серій              |
| 2018                 | Холодна точка        | El punto frío        | Росіо Росалес              | 5 серій              |
| 2019                 | Лікарня Валле Норте  | Hospital Valle Norte | Летіція Карбаллал          |                      |
| 2019-2020            | Відкрите море        | Alta mar             | Наталія Фабрегас           | 22 серії             |
| 2019                 | Кімната              | La Sala              | Сара                       | 8 серій              |